# Курдюмово
Курдюмово (укр. Курдюмове) — село,
Зиновский сельский совет,
Путивльский район,
Сумская область,
Украина.
Код КОАТУУ — 5923882805. Население по переписи 2001 года составляло 32 человека.

## Географическое положение
Село Курдюмово находится в 3-х км от правого берега реки Сейм.
На расстоянии в 1 км расположены сёла Новые Гончары, Солнцево, Понизовка, Белогалица и Щекино.
Рядом проходит автомобильная дорога Т-1908.